# پای ریواس
پای ریواس (انگلیسی: Rhubarb pie) یک پای پر شده با ریواس (رابارب) است. محبوب در بریتانیا، جایی که ریواس از قرن ۱۶۰۰ کشت شده‌است، و ساقه‌های برگ از سال ۱۷۰۰ خورده می‌شود. علاوه بر ریواس خرد شده، تقریباً همیشه حاوی مقدار زیادی شکر است تا ترشی شدید گیاه را متعادل کند. پای ریواس توت‌فرنگی  نوعی پای تارت و شیرین است که با پر کردن توت‌فرنگی و ریواس درست می‌شود. گاهی از تاپیوکا نیز استفاده می‌شود.